# Piłka ręczna na Letnich Igrzyskach Olimpijskich 2016 – azjatycki turniej kwalifikacyjny kobiet
Azjatyckie kwalifikacje do olimpijskiego turnieju piłki ręcznej 2016 miały na celu wyłonienie żeńskiej reprezentacji narodowej w piłce ręcznej, która wystąpi w tym turnieju jako przedstawiciel Azji.
Turniej odbył się z udziałem pięciu drużyn w dniach 20–25 października 2015 roku w Nagoi. Zespoły rywalizowały systemem kołowym w ciągu pięciu meczowych dni, a niepokonana okazała się reprezentacja Korei Południowej.
| 20 października 199917:00 | Kazachstan | 18:28(8:13) | Chiny | Aichi Prefectural Gymnasium, Nagoja |
| 20 października 199917:00 |            | 18:28(8:13) |       | Aichi Prefectural Gymnasium, Nagoja |

| 20 października 199919:00 | Japonia | 51:17(25:10) | Uzbekistan | Aichi Prefectural Gymnasium, Nagoja |
| 20 października 199919:00 |         | 51:17(25:10) |            | Aichi Prefectural Gymnasium, Nagoja |

| 21 października 199917:00 | Korea Południowa | 35:24(18:10) | Kazachstan | Aichi Prefectural Gymnasium, Nagoja |
| 21 października 199917:00 |                  | 35:24(18:10) |            | Aichi Prefectural Gymnasium, Nagoja |

| 21 października 199919:00 | Chiny | 19:29(11:13) | Japonia | Aichi Prefectural Gymnasium, Nagoja |
| 21 października 199919:00 |       | 19:29(11:13) |         | Aichi Prefectural Gymnasium, Nagoja |

| 22 października 199917:00 | Chiny | 22:34(8:15) | Korea Południowa | Aichi Prefectural Gymnasium, Nagoja |
| 22 października 199917:00 |       | 22:34(8:15) |                  | Aichi Prefectural Gymnasium, Nagoja |

| 22 października 199919:00 | Uzbekistan | 27:38(15:18) | Kazachstan | Aichi Prefectural Gymnasium, Nagoja |
| 22 października 199919:00 |            | 27:38(15:18) |            | Aichi Prefectural Gymnasium, Nagoja |

| 24 października 199916:00 | Japonia | 24:23(13:11) | Kazachstan | Aichi Prefectural Gymnasium, Nagoja |
| 24 października 199916:00 |         | 24:23(13:11) |            | Aichi Prefectural Gymnasium, Nagoja |

| 24 października 199918:00 | Uzbekistan | 15:56(8:30) | Korea Południowa | Aichi Prefectural Gymnasium, Nagoja |
| 24 października 199918:00 |            | 15:56(8:30) |                  | Aichi Prefectural Gymnasium, Nagoja |

| 25 października 199914:00 | Uzbekistan | 21:37(6:21) | Chiny | Aichi Prefectural Gymnasium, Nagoja |
| 25 października 199914:00 |            | 21:37(6:21) |       | Aichi Prefectural Gymnasium, Nagoja |

| 25 października 199916:00 | Korea Południowa | 35:21(17:11) | Japonia | Aichi Prefectural Gymnasium, Nagoja |
| 25 października 199916:00 |                  | 35:21(17:11) |         | Aichi Prefectural Gymnasium, Nagoja |